# Гамарня (Коростенський район)
Гама́рня — село в Україні, у Малинській міській територіальній громаді Коростенського району Житомирської області. Чисельність населення становить 915 осіб (2001). До 1954 року — хутір.

## Населення
Наприкінці 19 століття в поселенні проживало 32 осіб, з них 15 чоловіків та 17 жінок, дворів — 6, або 29 мешканців та 6 дворів, у 1926 році — 23 особи, дворів — 6, у 1941 році — 136 жителів, дворів — 36.
Відповідно до результатів перепису населення СРСР, кількість населення станом на 12 січня 1989 року становила 823 особи. Станом на 5 грудня 2001 року, відповідно до перепису населення України, кількість мешканців села становила 915 осіб.

### Мова
Розподіл населення за рідною мовою за даними перепису 2001 року:
| Мова            | Кількість | Відсоток |
| --------------- | --------- | -------- |
| українська      | 900       | 98.36%   |
| російська       | 13        | 1.42%    |
| вірменська      | 1         | 0.11%    |
| інші/не вказали | 1         | 0.11%    |
| Усього          | 915       | 100%     |

## Історія
У XVIII столітті тут був один із центрів металоплавильного промислу (гамарня), що дало назву селу.
Наприкінці 19 століття — поміщицьке сільце Малинської волості Радомисльського повіту Київської губернії. Відстань до повітового центру, м. Радомисль — 35 верст, до центру волості містечка Малин, де знаходилися найближчі телеграфна та поштова земська станції — 3 версти, до найближчої пароплавної станції у Чорнобилі — 92 версти. Основним заняттям мешканців було хліборобство. На хуторі числилося 6 десятин землі, яка належала Михайлові Миклухо-Маклаю. Господарювали орендатори, мешканці Гамарні. Господарство вели за трипільною сівозміною. Належало до малинського маєтку, входило до православної парафії у Малині. Маєток тут купила матір мандрівника Миколи Миклухо-Маклая Катерина Семенівна. 1897 року до Малина переїхав його молодший брат Михайло, що добудував закинутий маєток.
У 1923 році увійшов до складу новоствореної Щербатівської сільської ради Малинської волості. 16 січня 1923 року переданий до складу Селищанської сільської ради, яка 7 березня 1923 року включена до складу новоутвореного Малинського району Малинської округи. 8 вересня 1925 року включений до складу відновленої Щербатівської сільської ради Малинського району.
У жовтні 1931 року у зв'язку з будівництвом укріпленої прикордонної зони «Лінія Сталіна» до села переведено Білокоровицький лісовий технікум — тепер Малинський лісотехнічний коледж. В селі були пошта, пральня, перукарня, АТС, взуттєва майстерня, два магазини, фельдшерсько-акушерський пункт, клуб, бібліотека, музей, кафе.
У 1954 році віднесене до категорії сіл. 11 серпня 1954 року, внаслідок об'єднання сільських рад, село підпорядковане Слобідській сільській раді Малинського району Житомирської області.
12 червня 2020 року, відповідно до розпорядження Кабінету Міністрів України № 711-р «Про визначення адміністративних центрів та затвердження територій територіальних громад Житомирської області», територію та населені пункти Слобідської сільської ради включено до складу Малинської міської територіальної громади Коростенського району Житомирської області.